# Alazeja

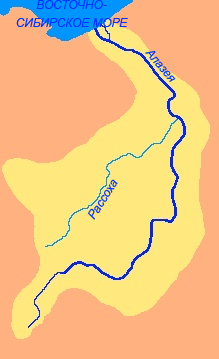

La Alazeja (in russo  Алазея?; in lingua sacha: Алаһыай) è un fiume della Russia nordorientale, interamente compreso nel territorio della Repubblica Autonoma della Sacha-Jacuzia. Scorre nei distretti (ulus) Abyjskij, Srednekolymskij e Nižnekolymskij.
Nasce dal versante nordorientale della catena montuosa omonima, in seguito alla confluenza dei due rami sorgentiferi Nel'kan e Kadylčan; fluisce inizialmente verso est-nordest per alcune centinaia di chilometri, piegando quindi verso nord-nordest nella seconda parte del suo corso, attraversando il Bassopiano della Kolyma. Sfocia nel Mare della Siberia Orientale, nei pressi della località di Logaškino, dividendosi in parecchi bracci i principali dei quali sono Logaškina e Tynjal'kut.
Il territorio attraversato è piatto, ricchissimo di laghi (circa 24.000) e interessato da permafrost che peggiora drammaticamente le condizioni di drenaggio dell'intero bacino, che vede estesissimi allagamenti nella stagione estiva di disgelo. Fra i numerosi affluenti, i principali sono la Rossocha, che si immette da sinistra, la Sloboda e il Buor-Jurjach da destra.
L'Alazeja non tocca centri urbani di rilievo, malgrado le sue dimensioni; è gelato, mediamente, in un periodo compreso fra la fine di settembre/primi di ottobre e la fine di maggio/primi di giugno.